# Haldia
Haldia (Bengalisch: হলদিয়া, Haldiẏā) ist eine Stadt im indischen Bundesstaat Westbengalen mit rund 200.000 Einwohnern (Volkszählung 2011). Sie liegt im Distrikt Purba Medinipur ungefähr 120 Kilometer südwestlich von Kolkata an der Mündung des Hugli und ist mit ihrem bedeutenden Seehafen ein wichtiger Warenumschlagsplatz für Kolkata und den ostindischen Raum.
Seit dem 9. Juni 1997 besitzt Haldia den Status einer Municipality. Sie ist in 26 Wards gegliedert.
Die Stadt wird im Westen vom Fluss Haldi und im Südosten vom Hugli-Fluss begrenzt.